# Paso del Macho
La municipalité de Paso del Macho est l'une des 212 municipalités de l'État de Veracruz, et est située dans la partie centrale de cet État. Elle se situe à l'ouest du golfe du Mexique et traversée par des affluents de la rivière Río Cotaxtla, qui est elle-même un affluent du fleuve Río Jamapa, qui prend sa source plus à l'ouest, dans la chaîne montagneuse de la Sierra Madre orientale. La municipalité de Paso del Macho se trouve sur les piémonts de cette chaîne. Son chef-lieu est la ville éponyme de Paso del Macho. Cette municipalité dépend de la région administrative de Las Montañas, qui est une des 10 subdivisions administratives de l'État de Veracruz. Elle est située à 18° 58′ N, 96° 43′ O.

## Toponymie
Le mot espagnol "paso" désigne ici un passage, sur un itinéraire accidenté, où l'on se déplaçait avec des mulets.

## Géographie
La municipalité de Paso del Macho est traversée par plusieurs rivières tributaires du Río Cotaxtla, tels que les rivières Paso Mojarra et Paso del Macho, affluents du Río Atoyac. Elle est délimitée au nord par le fleuve Río Jamapa. Située sur les piémonts de la Sierra Madre orientale, son altitude oscille entre 100 et 700 mètres. Son chef-lieu est la ville éponyme de Paso del Macho, qui se situe dans la partie nord-ouest de son territoire. Ce territoire couvre une superficie de 399km2, et était peuplé en 2010 de 29 165 habitants, pour une densité de 73,1 habitants par km2.
La municipalité est limitrophe au nord de celles de Soledad de Doblado, de Camarón de Tejeda, et de Zentla, à l'ouest de celles de Tepatlaxco et de Atoyac, au sud de celles de Cuitláhuac et de Carrillo Puerto, et à l'est de celle de Cotaxtla.

## Composition et démographie
La municipalité était composée en 2010 de 135 localités, dont une seule était considérée comme rurale, les autres étant rurales.
| Localité                                      | Population |
| --------------------------------------------- | ---------- |
| Paso del Macho                                | 13 413     |
| Cerro Azul                                    | 883        |
| San José Balsa Camarón (La Colmena)           | 801        |
| Mata de Varas                                 | 686        |
| Salvador Esquer Apodaca [Unidad Habitacional] | 641        |
| Reste des localités                           | 12 741     |
| Total population                              | 29 165     |

En plus de l'espagnol, plusieurs langues amérindiennes sont parlées dans la municipalité, dont les principales sont par ordre d'importance : le nahuatl et dans une moindre mesure le mixtèque.

## Histoire
La ville de Paso del Macho s'est développée, à la période hispanique, en un point d'étape de la route menant de Veracruz à Córdoba.
Entre 1927 et 1941, la municipalité de Paso del Macho porta le nom de Villa Jara.

## Économie

### Agriculture et élevage
La superficie des parcelles semées représentait en 2014 une surface totale de 12 802 hectares, parmi lesquels 9427 hectares étaient voués à la culture de la canne à sucre, 591 hectares étaient voués à la culture du citron, et 650 hectares voués à la production de graines de canne à sucre.
En 2014, la production de viande par tonnes comprenait 196,7 tonnes de viande bovine, 801,9 tonnes de viande porcine, 8,9 tonnes de viande ovine, 1,8 tonnes de viande caprine, 726,3 tonnes de volailles, et 1,2 tonne de dinde. La superficie vouée à l'élevage représentait alors 6080 hectares.

## Célébrations
À Paso del Macho, en novembre a lieu la célébration en l'honneur de Saint Martín, patron de la ville ; tandis qu'en décembre a lieu la célébration en l'honneur de la Vierge de Guadalupe.

## Météorologie
Le climat à Pajapan (à 325 km de Paso del Macho) est chaud et sec toute l'année avec des pluies en été et en automne.